# Uta d'Albertis
L'uta d'Albertis (Pseudochirops albertisii) és una espècie de marsupial de la família dels pseudoquírids. Viu a Indonèsia i Papua Nova Guinea. El seu hàbitat natural són els boscos secs tropicals o subtropicals.